# Edward Teirlinck
Edward Teirlinck (Merchtem, 15 juni 1921 – Antwerpen, 12 maart 1971), was een Belgisch organist.
Hij studeerde aan de Brusselse Muziekacademie piano, kamermuziek, harmonie en ten slotte contrapunt met Charles Hens, organist van Sint-Goedele te Brussel en professor aan het Koninklijk Conservatorium te Brussel. Tijdens zijn studieperiode stichtte Edward Teirlinck de gemengde 'Merchtemse Koorkring' en het 'Merchtems Muziekgezelschap' om de werken van de Merchtemse componist August de Boeck te propageren. Edward Teirlinck volgde als privé-leerling orgel bij Jean Collot, Piet van den Broek en Jozef Joris. Al zijn orgelleraars waren oud-leerlingen van Flor Peeters zodat Teirlinck mag beschouwd worden als behorend tot de 'school' van Flor Peeters.
In 1956 werd hij benoemd tot opvolger van Charles Hens in de collegiale kerk van Sint-Michaël en Sint-Goedele, sinds 1962 kathedraal, te Brussel. Edward Teirlinck verrichtte er pionierswerk door het inrichten van de eerste orgelrecitals.Naar aanleiding van de Wereldtentoonstelling (1958) realiseerde hij zijn droom om van Sint-Goedele een centrum van geestelijke muziek te maken door het inrichten van koormissen en orgelaudities. Vanaf 1960 volgden een reeks orgelrecitals die in 1967 werden stopgezet omwille van de slechte staat van het kathedraalorgel.
Hij bespeelde het orgel tijdens koninklijke plechtigheden: het Te Deum, het huwelijk van prins Albert en prinses Paola (1959), het koninklijk huwelijk van Boudewijn en Fabiola (1960) en de begrafenis van koningin Elisabeth (1965). Alhoewel hij tweemaal een succesvolle concertreis maakte in Duitsland, waar hij geprezen werd als 'ein technisch, stilistisch und musikalisch souveränen Spieler', zag hij zijn roeping op de eerste plaats als liturgisch organist in de Brusselse kathedraal.
Op het einde van zijn leven zag hij, mede door de experimenten binnen de liturgie en de onverschilligheid tegenover de orgelkunst, zijn levensdroom de mist ingaan.